# Nakai
Nakai (jap. 中井町 Nakai-machi) – miasto w Japonii, na wyspie Honsiu, w prefekturze Kanagawa. Według danych na rok 2020 miejscowość zamieszkiwało 9 299 mieszkańców , a gęstość zaludnienia wyniosła 465,2 os./km².